# Champlon-Famenne
Champlon-Famenne is een dorp in de Belgische provincie Luxemburg. Het ligt in Waha, een deelgemeente van de stad Marche-en-Famenne. Champlon-Famenne ligt zo'n 2,5 kilometer ten oosten van het centrum van Waha, en even ver ten zuidoosten van het centrum van Marche. Het dorp ligt in de Famenne, en deze streek wordt aan de naam toegevoegd om het onderscheid te maken met het dorp Champlon, zo'n 15 kilometer zuidoostwaarts.

## Geschiedenis
Op het eind van het ancien régime werd Champlon-Famenne een gemeente. De gemeente werd in 1823 al opgeheven en net als de opgeheven gemeenten Marloie en Hollogne bij Waha ondergebracht. In 1977 werd Waha een deelgemeente van Marche-en-Famenne.

## Bezienswaardigheden
- de Eglise Saint-Pierre

Deelgemeenten: Aye · Hargimont · Humain · Marche-en-Famenne · On · Roy · Waha

Overige dorpen: Champlon-Famenne · Grimbiémont · Hollogne · Jemeppe · Lignières · Marloie · Verdenne 

Belgische gemeenten · Arrondissement Marche-en-Famenne · Luxemburg · Wallonië